# みやぎ情報クルーズ ミューン
『みやぎ情報クルーズ ミューン』（みやぎじょうほうクルーズ ミューン）は、2003年4月14日から2007年3月18日までミヤギテレビで放送されていた宮城県の広報ミニ番組である。宮城県の提供。

## 概要
「ミューン」という宇宙からやってきたキャラクターが、宮城県の行政情報をわかりやすく解説していた。
2005年のプロ野球シーズン中、東北楽天ゴールデンイーグルスのホーム球場であるフルキャストスタジアム宮城では試合開始前にスーパーカラービジョンでこの番組が放送されていた。

## 放送時間
- 月曜 21:54 - 22:00 （2003年4月 - 2003年6月）
- 木曜 21:54 - 22:00 （2003年7月 - 2006年3月）
- 日曜 17:25 - 17:30 （2006年4月 - 2007年3月）

ただし、特別番組などの編成の影響で別の時間帯に放送される場合があった。